# Ebergassing
Ebergassing è un comune austriaco di 3 930 abitanti nel distretto di Bruck an der Leitha, in Bassa Austria. Tra il 1938 e il 1954 era accorpato alla città di Vienna.

## Monumenti e luoghi d'interesse
- Castello di Ebergassing